# Phlegmariurus bampsianus
Phlegmariurus bampsianus är en lummerväxtart som först beskrevs av Pichi-serm., och fick sitt nu gällande namn av A. R.Field och Bostock. Phlegmariurus bampsianus ingår i släktet Phlegmariurus och familjen lummerväxter. Inga underarter finns listade i Catalogue of Life.